# Vrata (gmina Dravograd)
Vrata – wieś w Słowenii, w gminie Dravograd. W 2018 roku liczyła 108 mieszkańców.